# Asti–Genova-vasútvonal
A Asti–Genova-vasútvonal egy vasútvonal Olaszországban Asti és Genova között. A vasútvonal 1435 mm nyomtávolságú, 104 km hosszú, 3000 V DC villamosítási rendszerrel villamosított.